# Erewash
Erewash – dystrykt w hrabstwie Derbyshire w Anglii.

## Miasta
- Ilkeston
- Long Eaton
- Sandiacre

## Inne miejscowości
Borrowash, Breadsall, Breaston, Cotmanhay, Dale Abbey, Draycott, Kirk Hallam, Little Eaton, Ockbrook, Risley, Sawley, Stanley Common, Stanley, Stanton-by-Dale, West Hallam.